# Girteka Logistics

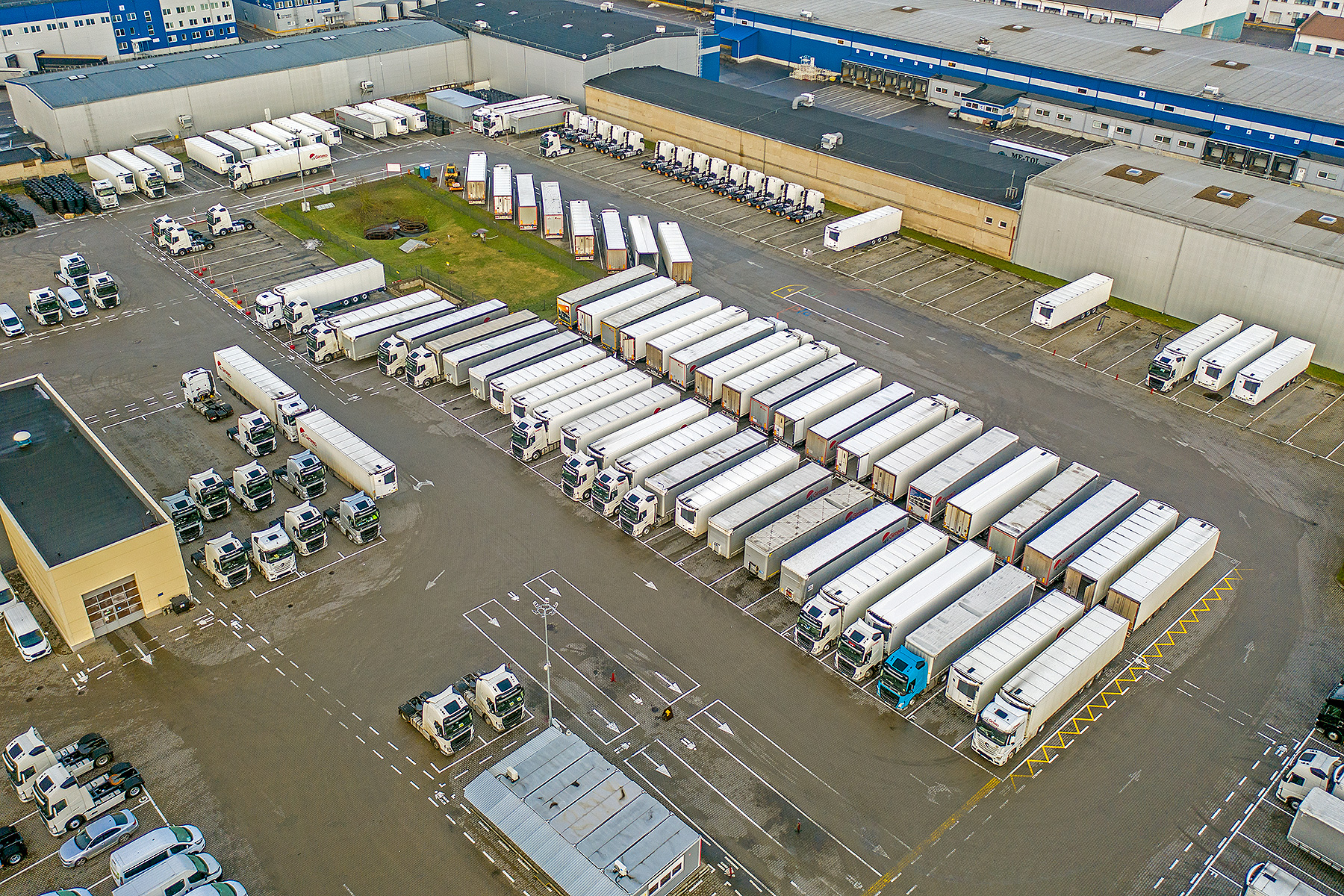

Girteka Logistics — литовська транспортна компанія зі штаб-квартирою у Вільнюсі, зайнята в галузі вантажних автоперевезень. Найбільша компанія галузі у Європі з автопарком 7 300 вантажівок.
Максимальна швидкість перевезень становить 82 км/год
Заснована 1996 року. Входить до групи компаній UAB «Me Investicija».